# Hadeland
Hadeland (første stavelse refererer muligvis til haðarfolket) er et landskap i Norge ved den sydlige ende af Randsfjorden i Innlandet fylke. Hadeland omfatter de nuværende kommuner Jevnaker, Lunner og Gran. Hadeland er et område, hvor god jordbund har ført til et intensivt jordbrug. Dette afspejler sig også i en rig forhistorie.
Navnet Hadeland er kendt fra runestenen Dynnasteinen, som er tidfæstet til ca. 1050. Første stavelse i landskabsnavnet henviser til folket haðar, som sandsynligvis betyder «strid, kamp». 
Hadeland har en videregående skole: Hadeland Videregående Skole

## Seværdigheder
- Lunner kirke
- Søsterkirkerne på Granavollen
- Stenhuset på Granavollen
- Tingelstad gamle kirke
- Stensætningen på Bilden
- Hadeland Glassverk
- Hadeland Folkemuseum
- Kistefos-Museet
- Solobservatoriet på Harestua
- Skulpturstopp: skulptur af Rachel Whiteread